# Casey Vincent
Casey Vincent  (Boronia, 17 maart 1979) is een voormalig Australische atleet, die is gespecialiseerd in de 400 m. Tweemaal nam hij deel aan de Olympische Spelen, maar bleef medailleloos.

## Biografie

### Begin carrière
Casey Vincent begon met atletiek op zijn zestiende. Hij liep toen al zonder specifieke 400m-training de langste sprintafstand in 49,5 s. Al een jaar later mocht hij deelnamen aan de wereldkampioenschappen voor junioren in Sydney. Hij strandde hier in de halve finale als achtste in zijn serie. Het 4 x 400 m estafetteteam waar hij deel van uitmaakte finishte in de finale als vijfde. In deze finale liep hij zelf zijn 400 m in 46,73 s, ruim een seconde sneller dan de 47,94 en 48,16 die hij individueel liep in respectievelijk de series en halve finale van de 400 m.

### Succeskampioenschap
Op de wereldkampioenschappen voor junioren in 1998 was Casey Vincent erg succesvol. Hij behaalde een zilveren medaille op de 400 m. Met een tijd van 45,55 s eindigde hij een honderdste van een seconde achter de Nigeriaanse winnaar Nduka Awazie. Op datzelfde toernooi liep hij wel naar goud op de 4 x 400 m. Later in het jaar, tijdens de Gemenebestspelen in Kuala Lumpur lukte het hem niet om onder de 46 seconden te lopen. In de halve finale snelde hij naar 46,03 s, wat niet genoeg was voor de finale.
Een jaar moest hij de wereldkampioenschappen missen door een blessure. Ook lukte het hem dat jaar niet zijn tijden van het voorgaande jaar te evenaren. Hij kwam niet verder dan 46,05, wat hij liep in het voorseizoen in Melbourne.

### Eerste Olympische Spelen
Op de Olympische Spelen van 2000 in Sydney liep hij in de eerste ronde een tijd van 45,49 op de 400 m, waarmee hij zich kwalificeerde voor de kwartfinales. Met een tijd van 45,45 in deze kwartfinale kon Casey Vincent zich plaatsen voor de halve finale. Een vijfde plaats in de tweede halve finale volstond net niet voor een finaleplaats. Met het Australisch team kon Vincent zich kwalificeren voor de finale van de 4 x 400 m, maar in de finale kwam hij niet in actie. In deze finale eindigde het Australisch team op een achtste plaats.

### Stilte en twee Olympische Spelen
Na de Olympische Spelen van Sydney werd het een tijd lang stil rondom Casey Vincent. Hij liep zijn wedstrijden vooral in het nationale circuit en liep nauwelijks internationale wedstrijden. In 2002 werd hij wel geselecteerd voor de nationale estafetteploeg voor de Gemenebestspelen, maar hij liep uiteindelijk niet zelf mee. Ook kwam hij in die jaren niet aan een tijd van onder de 46 secondengrens. Pas vier jaar na de Spelen van Sydney wist hij zijn persoonlijke record te verbeteren tot 45,30 s. Casey Vincent plaatste zich daarmee opnieuw voor de Olympische Spelen. Op de 400 m werd Vincent ditmaal uitgeschakeld in de eerste ronde. Hij kwam niet in actie tijdens de 4 x 400 m.

## Titel
- Wereldjeugdkampioen 4 x 400 m - 1998

## Persoonlijke records
Outdoor
| Onderdeel | Prestatie | Datum            | Plaats    |
| --------- | --------- | ---------------- | --------- |
| 200 m     | 21,14 s   | 14 juli 2000     | Darwin    |
| 400 m     | 45,30 s   | 12 februari 2004 | Melbourne |

Indoor
| Onderdeel | Prestatie | Datum        | Plaats   |
| --------- | --------- | ------------ | -------- |
| 400 m     | 47,15 s   | 5 maart 1999 | Maebashi |

## Prestatieontwikkeling
| Jaar | Prestatie |
| 1997 | 46,64     |
| 1998 | 45,55     |
| 1999 | 46,05     |
| 2000 | 45,36     |
| 2001 | 46,03     |
| 2002 | 46,06     |
| 2003 | 46,06     |
| 2004 | 45,30     |
| 2005 | 46,52     |

## Palmares

### 400 m
- 1996: 21e WJK - 48,16 s
- 1997:  Australische kamp. - 46,31 s
- 1998: 17e Gemenebestspelen - 46,03 s
- 1998:  WJK - 45,55 s
- 1999: 17e WK indoor - 48,03 s
- 1999:  Australische kamp. - 46,16 s
- 2000: 11e OS - 45,61 s
- 2003:  Australische kamp. - 46,39 s
- 2004: 12e WK indoor - 47,68 s
- 2004:  Australische kamp. - 45,46 s
- 2004: 29e OS - 46,09 s

### 4 x 400 m estafette
- 1996: 5e WJK - 3.07,21
- 1998: 5e Gemenebestspelen - 3.02,96
- 1998: 8e Wereldbeker - 3.08,57
- 1998:  WJK - 3.04,74 (WJL)
- 2000: 8e OS - 3.03,91[3]